# Frank Ténot
Frank Ténot (Mulhouse, 1925. október 31. – Párizs, 2004. január 8.) francia sajtóügynök, médiaszemélyiség, patafizikus és dzsesszkritikus volt.

## Élete
Pedagógus családban született, példaképe az anyai nagyapja, Philippe Husser volt. 1944-ben ismerkedett meg a dzsesszel Bordeauxban, ahol fiatal kora ellenére a Hot Club de France vezetője lett. A második világháború leverése után a párizsi Atomenergetikai Bizottságnál kapott állást, illetve párhuzamosan a Jazz Hot című folyóirat szerkesztőségi titkára is lett, Boris Vian mellett, akinek révén megismerkedett a patafizikával is.
Az 1950-es években a Club français du disque nevű kiadóháznál dolgozott, ott került kapcsolatba Daniel Filipacchi sajtófotóssal, akivel ettől kezdve igen sokat dolgoztak együtt, ez idő alatt számos közös munkájuk és közös publikációjuk volt. Filipacchi révén került be a Jazz Magazine című folyóirathoz, és kettejük nevéhez fűződik az Europe 1 rádión beindított, 1955-től 1971-ig működött sikeres rádióműsor, a Pour ceux qui aiment le jazz is.
Legjelentősebb közös munkájuk az 1960-as évek francia könnyűzenei életére, illetve az akkori ifjúságra rendkívül nagy hatást gyakorló Salut les copains rádióműsor, majd az azonos című magazin létrehozatala volt. A műsor és a magazin hatalmas sikere tette lehetővé, hogy egy saját sajtóvállalatot hozzanak létre, amely rövidesen több, főként fiataloknak szóló lapot adott ki, mígnem 1976-ban megszerezte a Paris Match jogait is. 1986 körül Ténot részt vett az Europe 2 rádió beindításában, 1999-ben pedig társalapítója volt a TSF Jazz nevű rádiónak is.
Filipacchival való együttműködése az élet más területeire is kiterjedt: több dalszöveget is írtak, többek között Count Basie és Sylvie Vartan számára, általában közös álnevet (Frank Daniel, Dan Frank, stb.) használva, illetve producerként több koncertet szerveztek a párizsi Olympiában, olyan előadóknak, mint Sylvie Vartan, Louis Armstrong vagy Miles Davis. Közéleti szerepet is vállalt: 1995 és 2001 között ő volt Marnay-sur-Seine község polgármestere, majd művészeket támogató alapítványt hozott létre a településen.

## Művei
- Dictionnaire du Jazz, 1967
- Radios privées, radios pirates, 1977
- Jazz encyclopoche, 1977
- Le jazz, 1983
- Boris Vian Jazz à Saint-Germain, 1993
- Je voulais en savoir davantage, 1997
- Frankly speaking. Chroniques de jazz, de 1944 à 2004, 2002

## Fordítás
- Ez a szócikk részben vagy egészben  a   Frank Ténot című francia Wikipédia-szócikk fordításán alapul.  Az eredeti cikk szerkesztőit annak laptörténete sorolja fel. Ez a jelzés csupán a megfogalmazás eredetét és a szerzői jogokat jelzi, nem szolgál a cikkben szereplő információk forrásmegjelöléseként.